# Уснарка
Уснарка (бел. Уснарка, пол. Usnarka) — река в Польше и Белоруссии, протекает по территории Подляского воеводства и Гродненской области, левый приток Свислочи. Длина реки — 12 км, площадь водосборного бассейна — 86 км², средний уклон реки 3,4 ‰.
Исток реки находится в Польше у деревни Харкавиче. Генеральное направление течения — восток. Через пять километров после истока пересекает границу с Белоруссией по которой течёт семь километров. Течёт по южным склонам Гродненской возвышенности. Пойма в низовьях заболоченная.
На реке расположены деревни Гжибовщизна (Польша); Русаки, Макаровцы, Кудричи, Игнатовичи (Белоруссия). Именованных притоков нет. Двумя километрами восточнее Игнатович Уснарка впадает в Свислочь, эти заключительные два километра течения канализированы.